# 壶形粘体虫
壶形粘体虫（学名：Myxosoma gylactiformae）为粘体科粘体虫属的动物。在中国，分布于浙江等，营寄生生活，寄生在斑尾复虾虎鱼的膀胱。